# タンジュンプリオク駅
タンジュンプリオク駅（Stasiun Tanjung Priuk）は、インドネシアの首都ジャカルタにあるターミナル駅。タンジュンプリオク港（ジャカルタ港）に隣接している。

## 歴史
1885年にタンジュンプリオク港計画の一環でオランダ植民地政府が建設し、蘭印国鉄が運営した。広大な貨物ヤードを併設し貨物駅の性格が強い駅だった。
1925年、住宅地に近い位置に移転することになり、新しい駅を約1キロメートル南に建設した。駅舎は当時流行していたアール・デコ調の建物で、乗り場には190メートル×40メートルのトレインシェッドを備えた。同時に路線の電化工事も実施された。タンジュンプリオク駅はオランダ領東インド最大規模の駅となった。
1945年のインドネシア独立に伴い駅の運営はインドネシア国鉄に移管された。2000年から2009年まで駅を閉鎖して大規模な改修工事を行った。

## 隣の駅
KRLコミューターライン
 タンジュンプリオク線
　タンジュンプリオク駅 - アンチョール駅
　タンジュンプリオク駅 - ジャカルタ国際スタジアム (JIS) (建設中)

## ギャラリー

初代駅舎
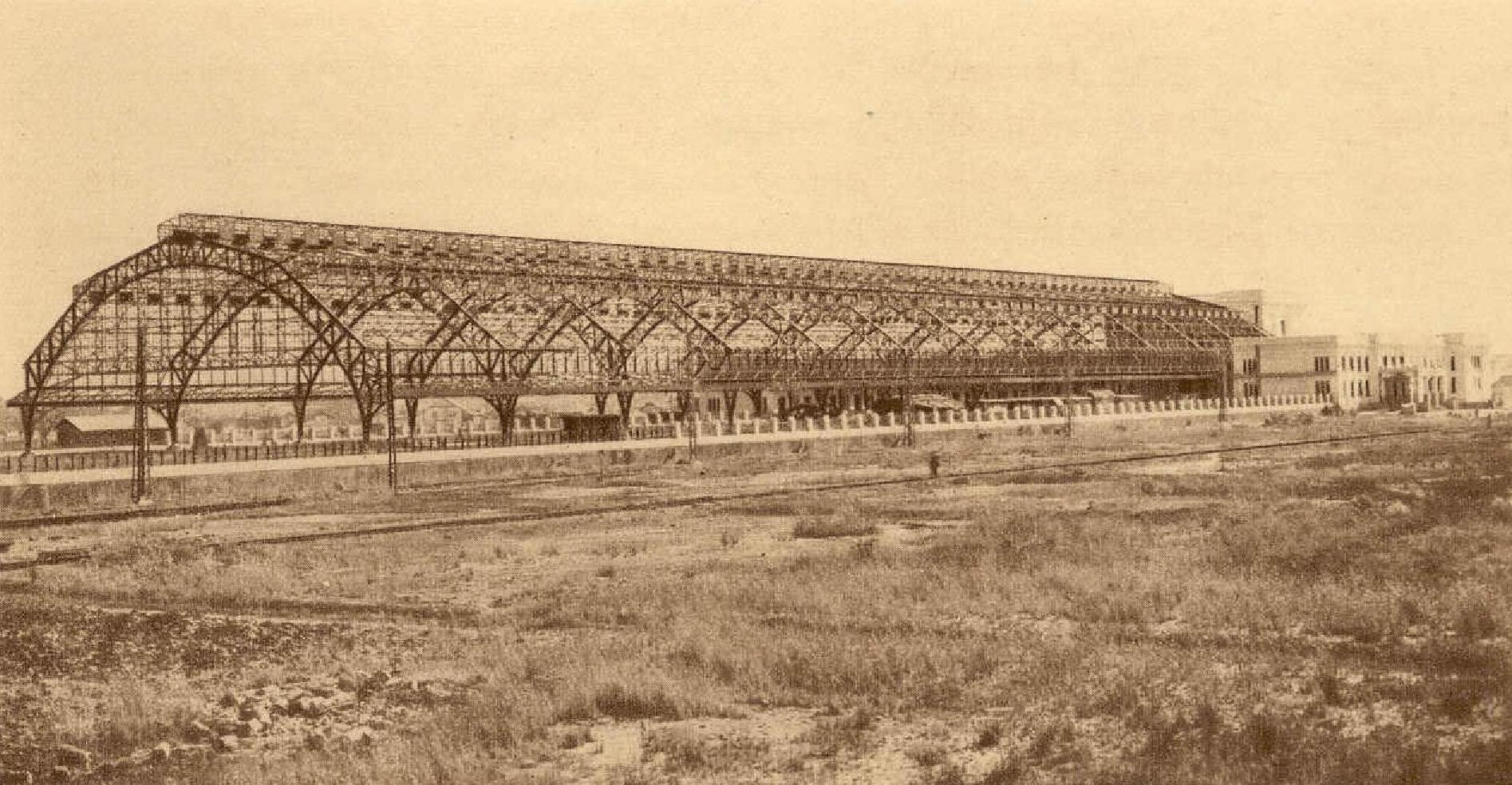
二代目駅 建設中（1920年頃）
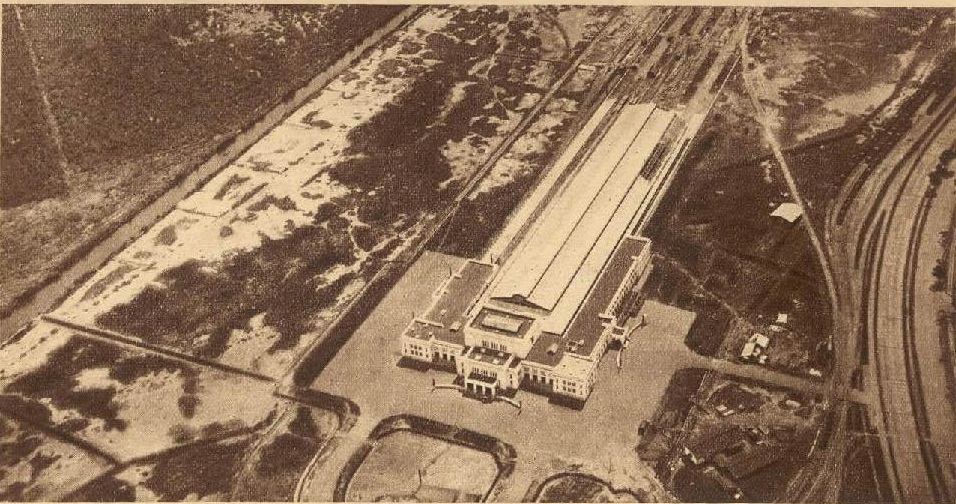
上空から（1925年頃）
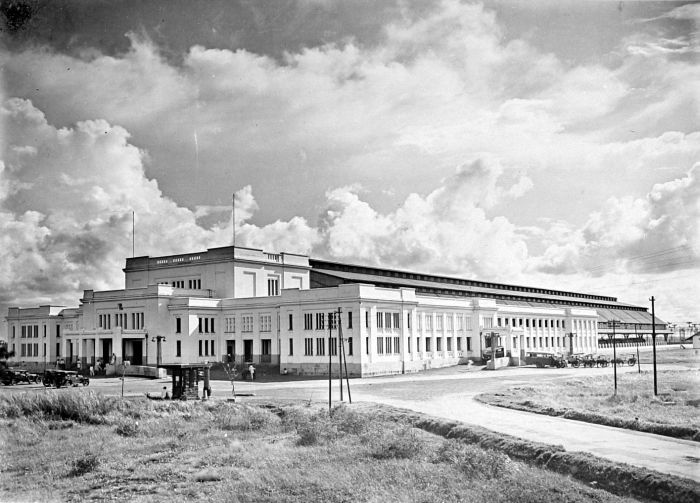
駅全景（1930年頃）
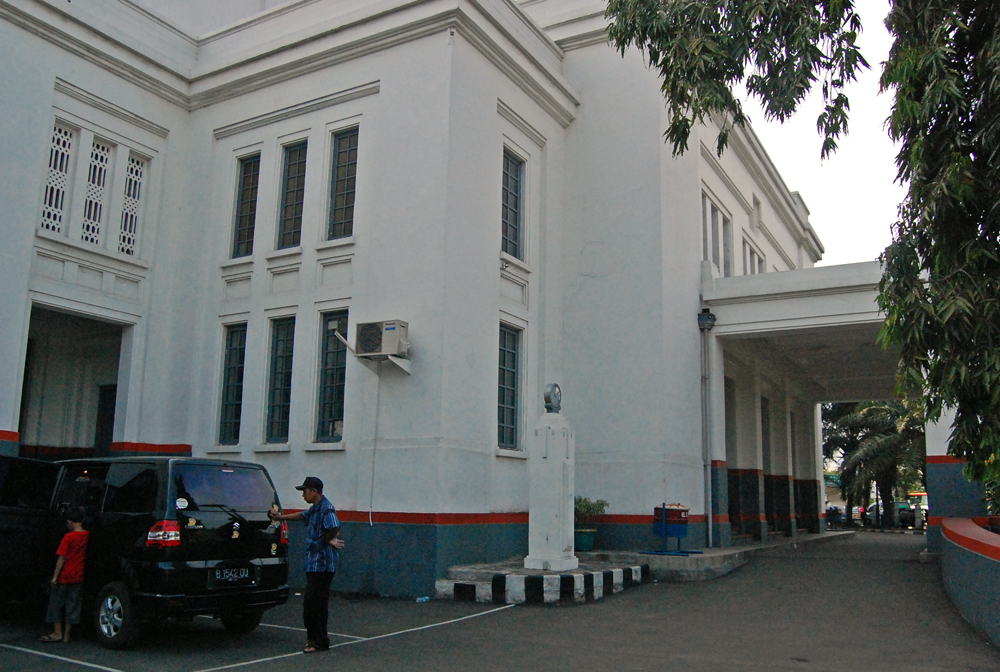
駅舎 入口
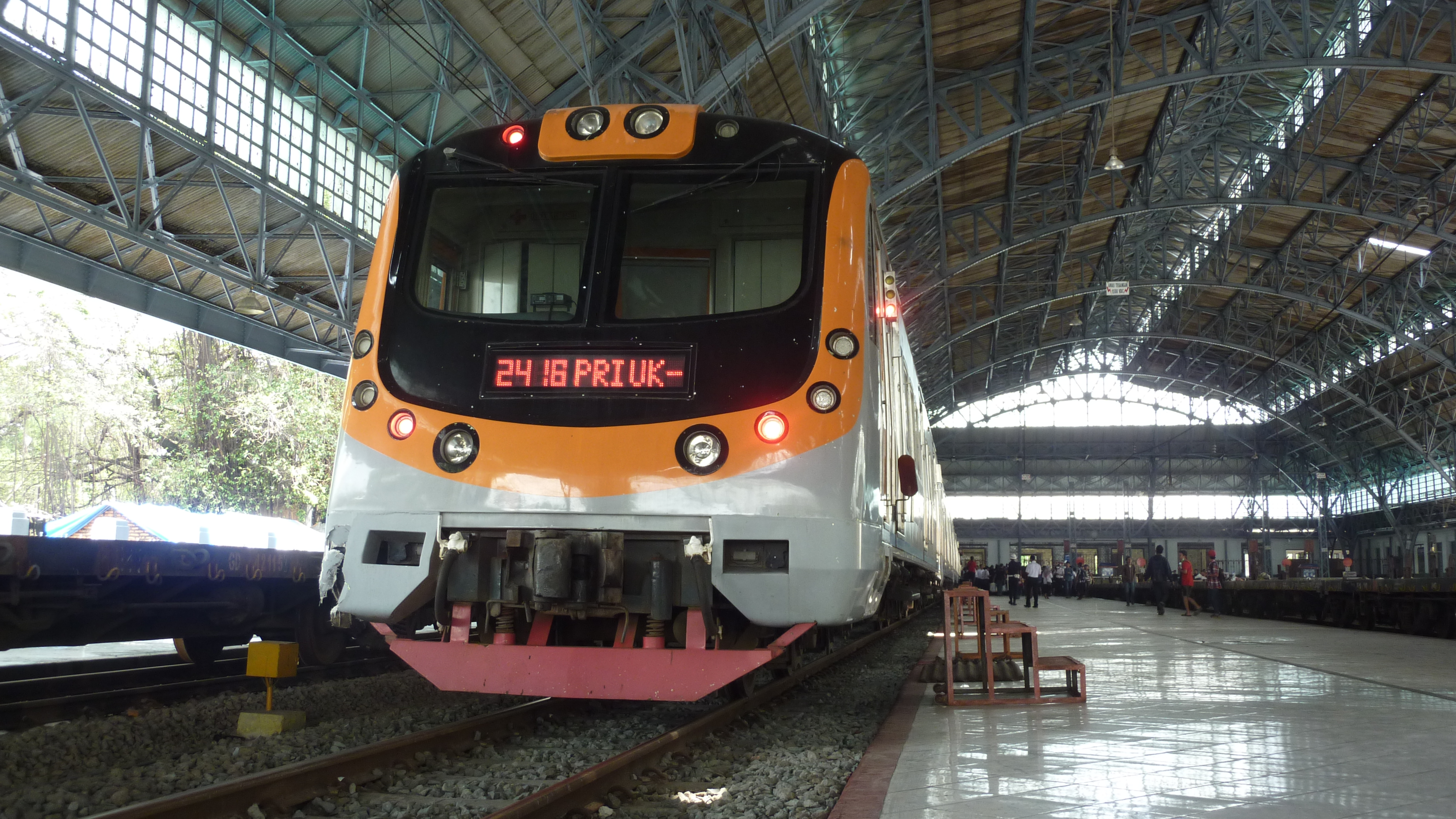
新型車両（ボンバルディアEA202）
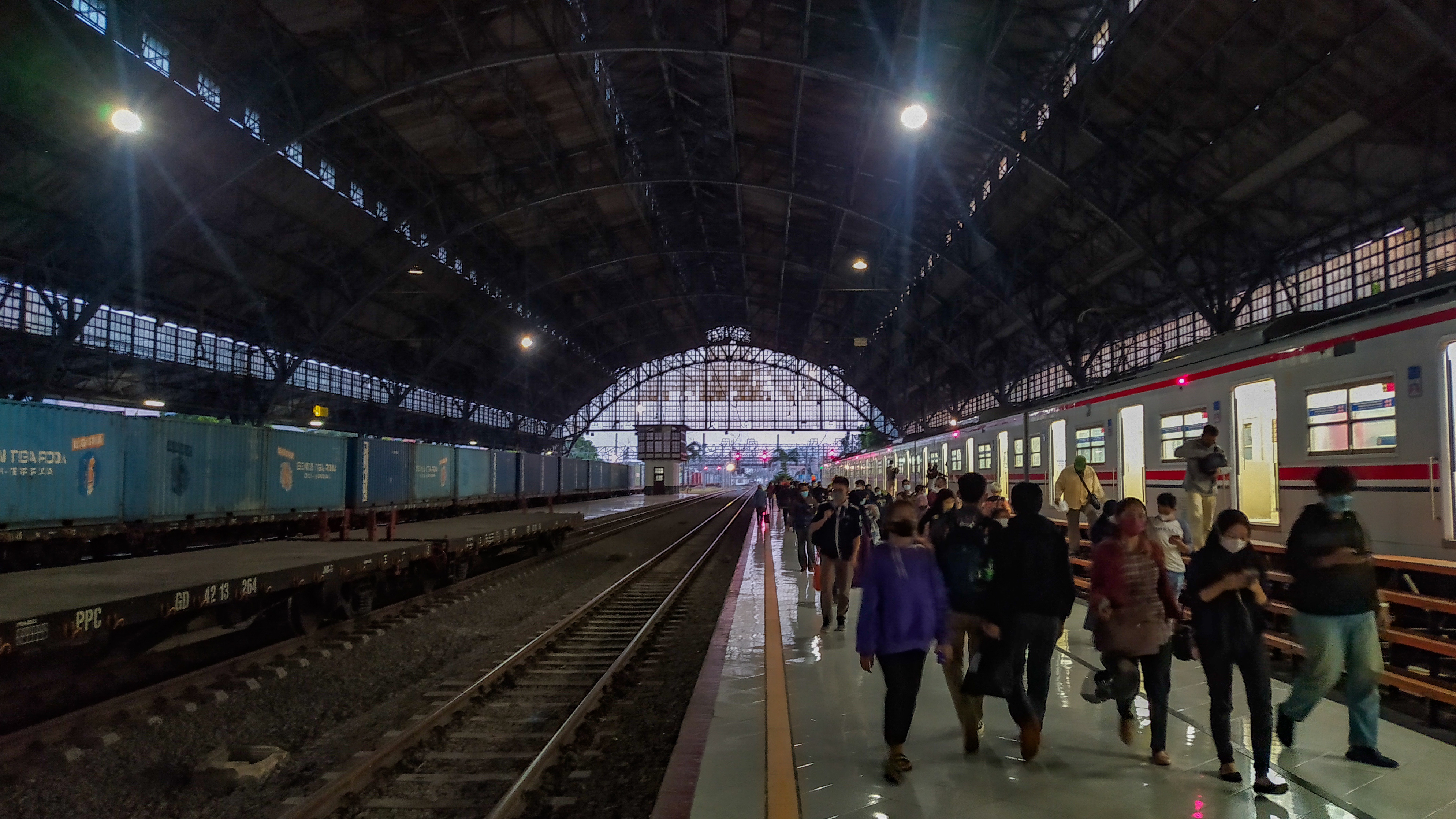
乗り場の風景
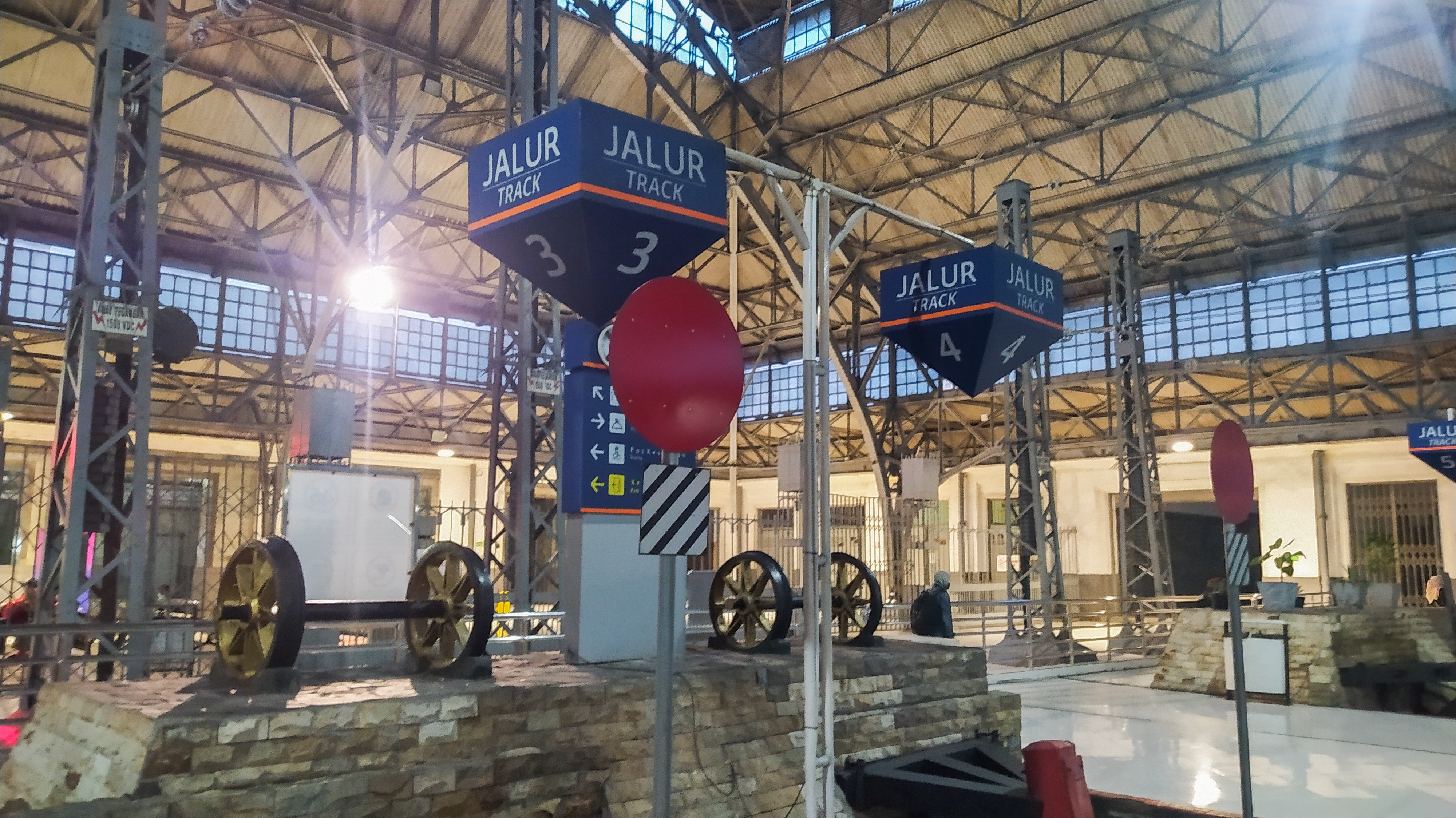
駅 内部